# Israelis
Israelis (hebräisch ישראלים Yisre'elim, arabisch الإسرائيليون, DMG al-Isrāʾīlīyūn) ist die Bezeichnung der Bürger oder Staatsangehörigen des modernen Staates Israel. Da Israel eine multiethnische Gesellschaft ist, sind Israelis nicht nur Juden, sondern auch Angehörige autochthoner ethnischer Minderheiten und Nichtjuden, die die israelische Staatsbürgerschaft besitzen.

## Ethnische Zusammensetzung

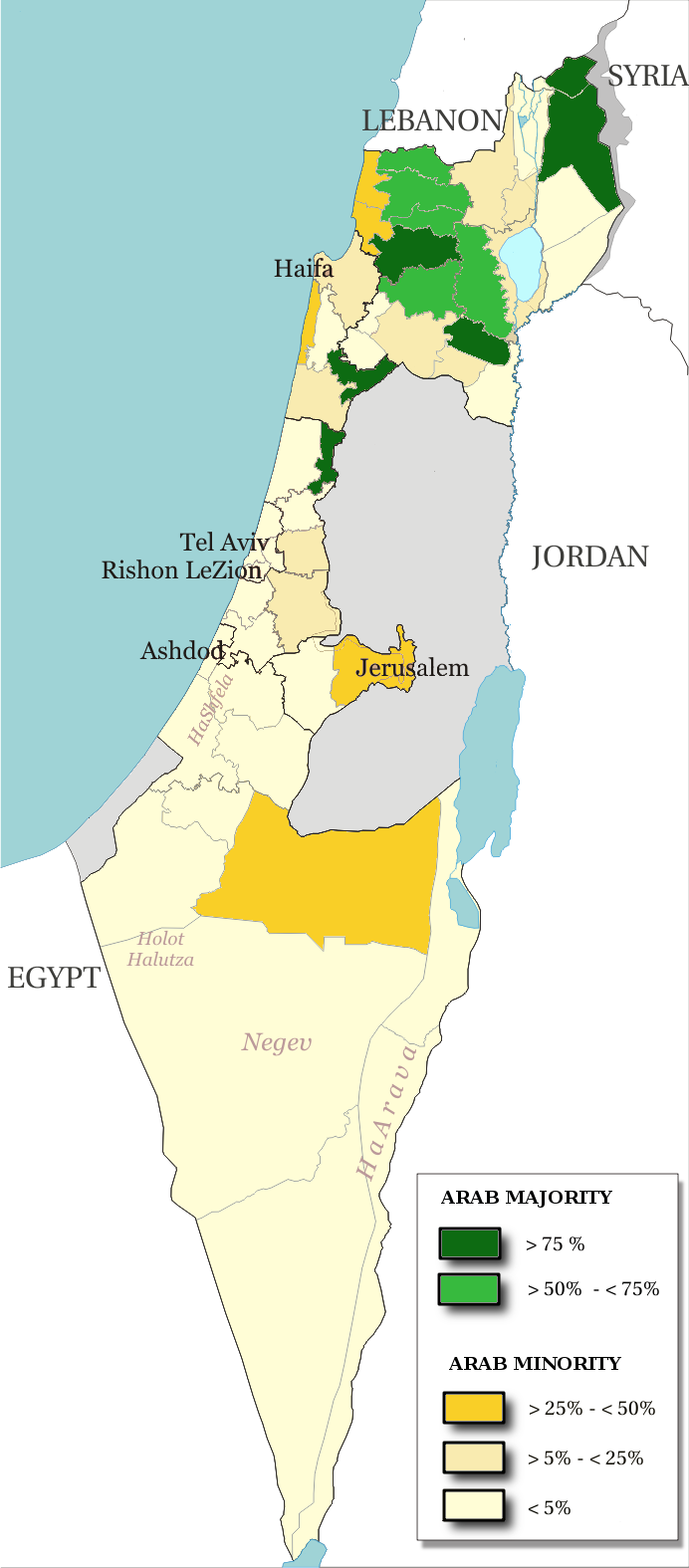
Arabische Minderheit in Israel (2000).

Israel hat über neun Millionen Einwohner, von denen die meisten Juden, etwa 20,7 % arabische Israelis und 4,0 % andere sind.
2014 waren gut 75 % der israelischen Bevölkerung Juden gemäß israelischem Innenministerium. Unter der jüdischen israelischen Bevölkerung hatten 2001 26 % wenigstens einen in Israel geborenen Elternteil, 37 % waren Israelis der ersten Generation, 34,8 % Einwanderer und deren direkte Nachkommen aus Europa und Nordamerika und 25,3 % Einwanderer und deren Nachkommen aus Asien oder Afrika, hauptsächlich Auswanderer aus arabischen und islamischen Ländern.
Die arabische Bevölkerung lebt zum Teil in gemischten arabisch-jüdischen Städten wie Haifa, Jerusalem, Akko und Ramle und ist mehrheitlich sunnitisch.

## Sprachen
Die am meisten von den Israelis gesprochenen Sprachen sind Hebräisch und Arabisch. In Israel sind jedoch auch zahlreiche weitere Sprachen in Gebrauch, siehe Sprachen in Israel.

## Grammatik
- Die Bezeichnung Israeli kann für beide Geschlechter verwendet werden: der Israeli (Maskulinum) und die Israeli (Femininum).[3][4]
- Im amtlichen Sprachgebrauch der Bundesrepublik Deutschland ist die Bezeichnung Israeli für männliche und weibliche Personen vorgesehen.[5] Im allgemeinen Sprachgebrauch wird für Frauen meistens die alternative Bezeichnung Israelin[6] verwendet.
- Der Genitiv von der Israeli (Maskulinum) lautet des Israelis oder des Israeli.[3] Die beiden Genitiv-Formen werden ungefähr gleich häufig verwendet.
- Der Genitiv von die Israeli (Femininum) lautet der Israeli.[4]
- Der Plural von Israeli kann ebenfalls mit oder ohne -s gebildet werden.[3][4] In der Regel wird der Plural mit -s gebildet: die Israelis. Die Pluralform die Israeli wird nur selten verwendet.

## Demographie
Zu Rosch ha-Schana 2014, dem jüdischen Neujahr, veröffentlichte das Zentrale Statistikamt die aktuelle Bevölkerungsstatistik. Demnach gibt es bereits 8.904.373 Israelis. Im letzten Jahr wurden 176.230 Kinder geboren – 90.646 Jungen und 85.584 Mädchen. Außerdem sind 24.801 Menschen nach Israel eingewandert.
Zum Ende des jüdischen Jahres 5777, Ende September 2017 lebten in Israel 8,743 Millionen Menschen. Davon sind 74,6 Prozent Juden, 20,9 Prozent Araber und 4,5 Prozent gehören anderen Gruppen wie den Drusen oder nicht-arabischen Christen an.